# 257 причин, чтобы жить
«257 причи́н, что́бы жить» — российский комедийно-драматический телесериал, производством которого занималась компания «Yellow, Black and White», «СУПЕР продакшн» (первый сезон), START Studio (второй сезон).
Премьерный показ первых двух серий состоялся 26 марта 2020 года на видеосервисе Start. Телевизионная премьера первого сезона состоялась на телеканале «ТНТ» 8 июня 2020 года. Заключительная серия первого сезона вышла на видеосервисе Start 11 июня 2020 года и завершилась клиффхэнгером.
4 ноября 2020 года на видеосервисе Start состоялась премьера второго сезона. Заключительная серия второго сезона вышла 21 января 2021 года. Телевизионная премьера второго сезона состоялась на телеканале «ТНТ» 7 августа 2023 года.

## Сюжет
Спустя три непростых года борьбы с раком, 30-летней Жене Коротковой удаётся одержать победу над коварной болезнью. По возвращении домой перед девушкой открывается суровая действительность: любимый парень предлагает расстаться, родная сестра признаётся, что присваивала себе чужие деньги с благотворительных взносов на лечение, а начальник на работе уже давно нашёл замену. Внезапно на глаза Коротковой попадается собственный ярко-жёлтый дневник, в который она записала 256 причин, чтобы жить и продолжать бороться с тяжёлым заболеванием. Женя добавляет 257-е желание: «найти любовь», и, не откладывая, начинает воплощать тезисы из дневника в реальность.

## Актёры и персонажи

### В главных ролях
| Актёр                                         | Роль                                                              |
| --------------------------------------------- | ----------------------------------------------------------------- |
| Полина Максимова                              | Женя (Евгения) Александровна Короткова                            |
| Егор Корешков                                 | Костя (Константин) Романович Неделин тренер по теннису, отец Дани |
| Дарья Рудёнок                                 | Соня младшая сестра Жени, девушка Руса                            |
| Юлия Топольницкая                             | Аня Лебедева коллега и беременная подруга Жени                    |
| Анастасия Попова                              | Ира Балышова коллега и подруга Жени                               |
| Алексей Золотовицкий                          | Коля Муратов коллега Жени                                         |
| Роман Маякин                                  | Игорь Сергеевич начальник Жени                                    |
| Михаил Грищенко                               | Рус парень Сони                                                   |
| Максим Лагашкин (со второй серии)             | Олег Викторович друг Кости                                        |
| Ася Громова (с четвёртой серии)               | Даня (Даниэль) 16 лет, дочь Кости                                 |
| Маруся Фомина (с пятой по тринадцатую серию)  | Виктория Денисовна коллега и любовница Кости                      |
| Андрей Федорцов (с четырнадцатой серии)       | Александр Иванович Жуков папа Жени и Сони                         |
| Александр Соколовский (с четырнадцатой серии) | Максим новый поклонник Жени                                       |

### В ролях
| Актёр | Роль                                                     |
| --- | -------------------------------------------------------- |
| Сергей Годин (первая, третья, девятая, десятая, тринадцатая серии)                                                     | Митя бывший парень Жени                                  |
| Анна Невская (первая, шестая, седьмая, девятая, тринадцатая, девятнадцатая, двадцатая, 23, 24 серии)                   | Алиса Юрьевна Столярова лечащий врач Жени                |
| Кирилл Нагиев (четвёртая, двенадцатая, тринадцатая серии)                                                              | Артём                                                    |
| Виталий Щербина (пятая, шестая, седьмая, восьмая, девятая, тринадцатая серии)                                          | Никита парень Дани                                       |
| Милутин Милошевич (шестая, седьмая, восьмая серии)                                                                     | Алехандро учитель испанского языка                       |
| Женя Евстигнеева (четырнадцатая, пятнадцатая, шестнадцатая, восемнадцатая, девятнадцатая, двадцатая, 21, 22, 24 серии) | Полина помощница Сони                                    |
| Анна Глаубэ (четырнадцатая, пятнадцатая, шестнадцатая серии)                                                           | Люба тренер по сквошу и возлюбленная Олега               |
| Александр Обласов (пятнадцатая серия)                                                                                  | Сергей                                                   |
| Ксения Собчак (пятнадцатая, шестнадцатая и семнадцатая серии)                                                          | камео                                                    |
| Елена Великанова (девятнадцатая, 21, 24, 25, 26 серии)                                                                 | Оля полицейский, любительница собак и возлюбленная Олега |

## Производство
Съёмки пилотной серии проекта прошли летом 2018 года.
Первый сезон сериала снимался в Москве с июля по октябрь 2019 года.
В первоначальной версии сценария фамилия у главной героини была Коврова, но впоследствии её заменили на Короткову.
У главной героини Жени Коротковой нет реального прототипа.
Ради съёмок в сериале исполнительнице главной роли, актрисе Полине Максимовой, пришлось расстаться на несколько месяцев со своими волосами.
Съёмки второго сезона прошли с июля по сентябрь 2020 года.

## Награды и номинации
- В сентябре 2018 году пилотная серия стала обладателем главного приза в конкурсе сериалов «Движение. Навстречу» на VI Национальном кинофестивале дебютов «Движение»[12][13].
- В 2020 году сериал вошёл в конкурсную программу международного фестиваля Canneseries, который проходил в Каннах с 9 по 14 октября 2020 года[14]. «257 причин, чтобы жить» стал одним из 10 проектов, который был выбран членами жюри из сотен заявок со всего мира, и единственным российским участником[15][16].
- 14 октября 2020 года актриса Полина Максимова одержала победу в номинации Best performance на международном фестивале Canneseries. Актрису наградили за исполнение роли Жени Коротковой в первом сезоне сериала[17][18], а также стала обладателем премии ОК! «Больше чем звёзды» 2020 в номинации «Главный герой. Телефильм»[19].

## Рейтинги
Сериал показал успешный старт в эфире телеканала ТНТ. По данным компании Mediascope, в день премьеры, 8 июня 2020 года, проект посмотрели в России 13,7 % зрителей в возрасте от 14 до 44 лет (15,2 % — в возрасте от 18 до 30).
Благодаря сериалу ТНТ стал лидером дня с общей долей 8,9 % и обогнал «Первый канал» (7,3 %) и СТС (6,4 %).